# Reinhold Bosch

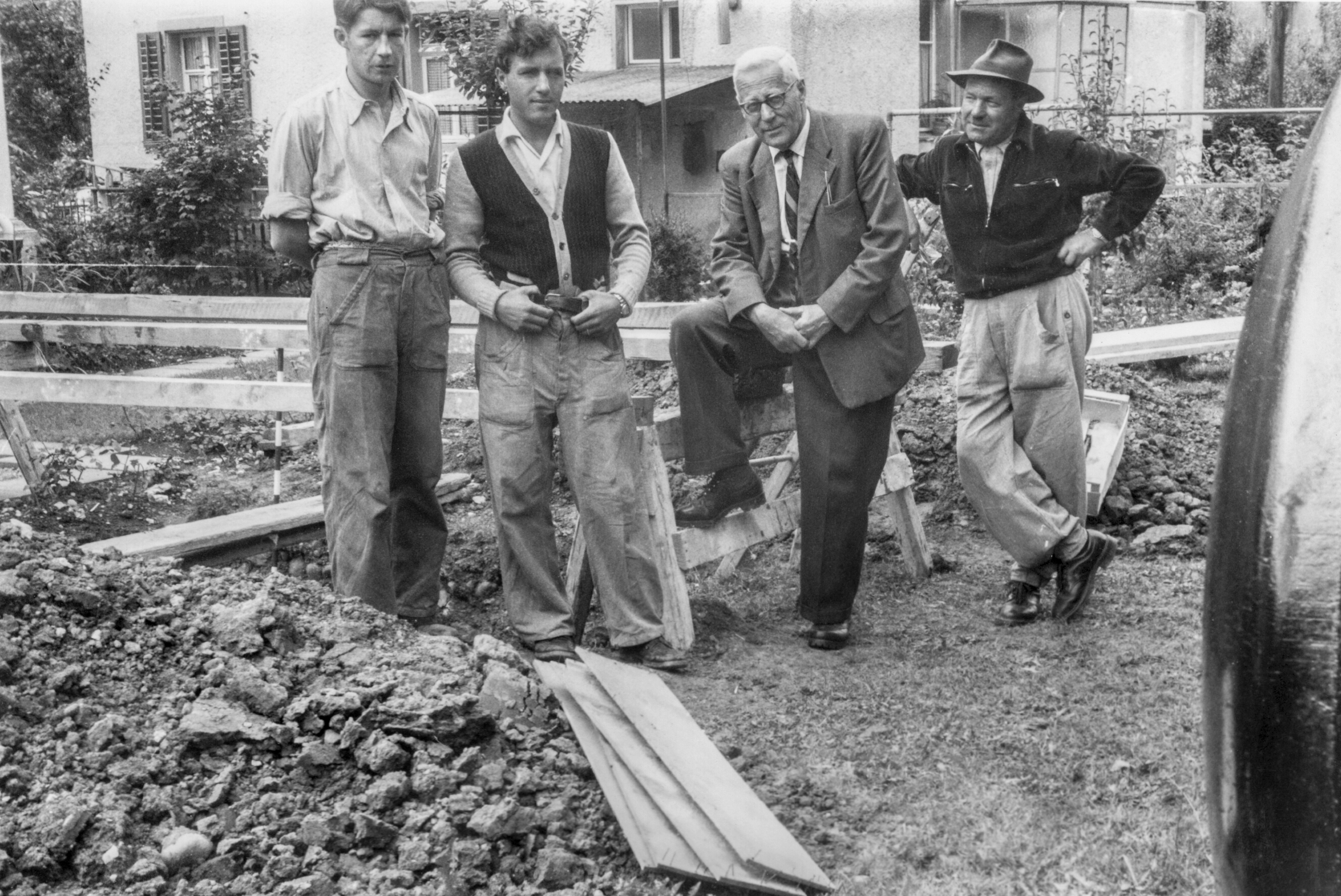
Reinhold Bosch (3. von links) bei einer Ausgrabung in Wettingen im Jahr 1956

Reinhold Bosch (* 8. Mai 1887 in Zürich; † 24. Dezember 1973 in Seengen) war ein Schweizer Lehrer, Historiker und Archäologe. Von 1943 bis 1960 war er Kantonsarchäologe des Kantons Aargau.

## Leben

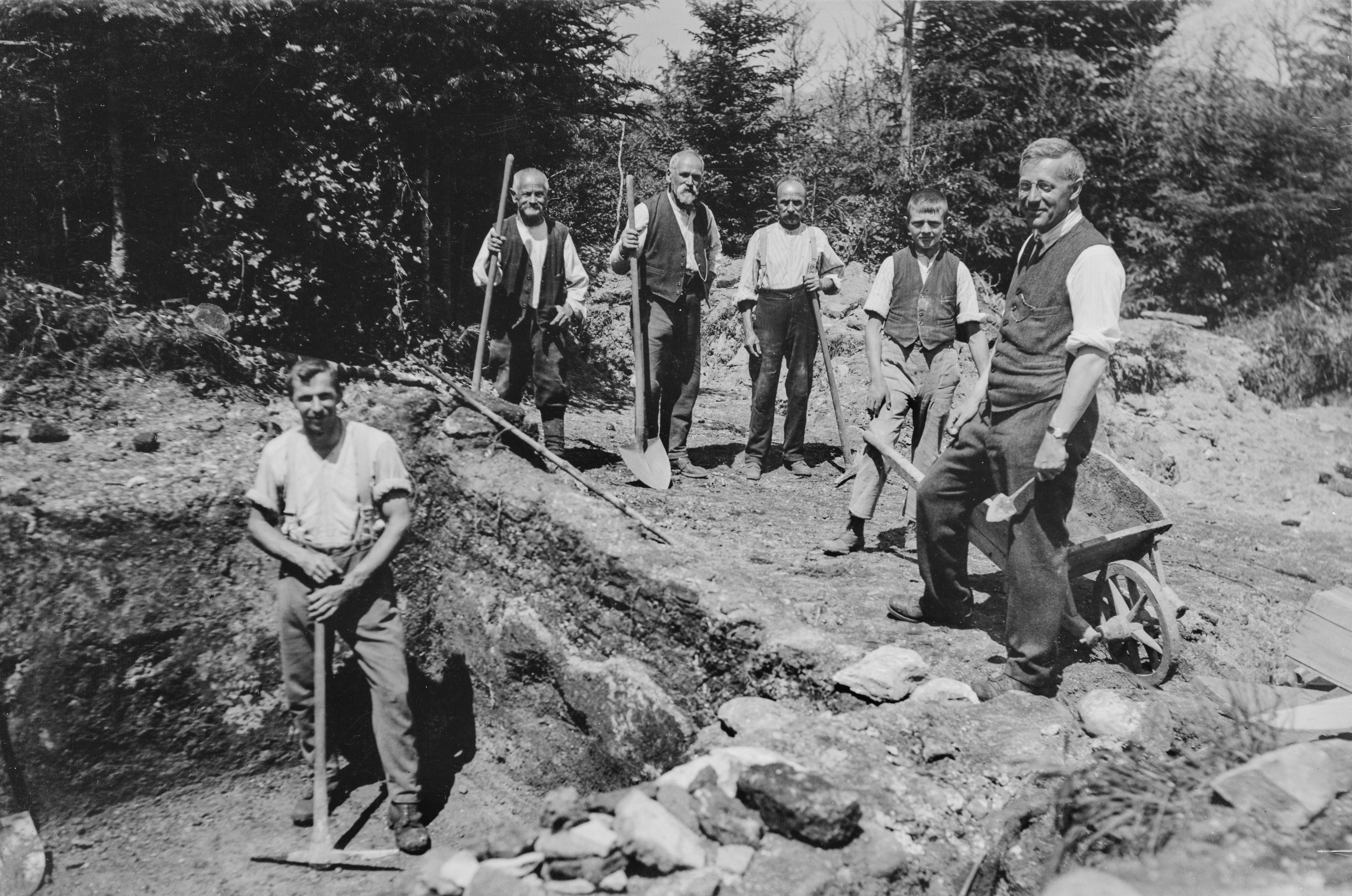
Reinhold Bosch (ganz rechts) bei einer Ausgrabung in Sarmenstorf im Jahr 1926

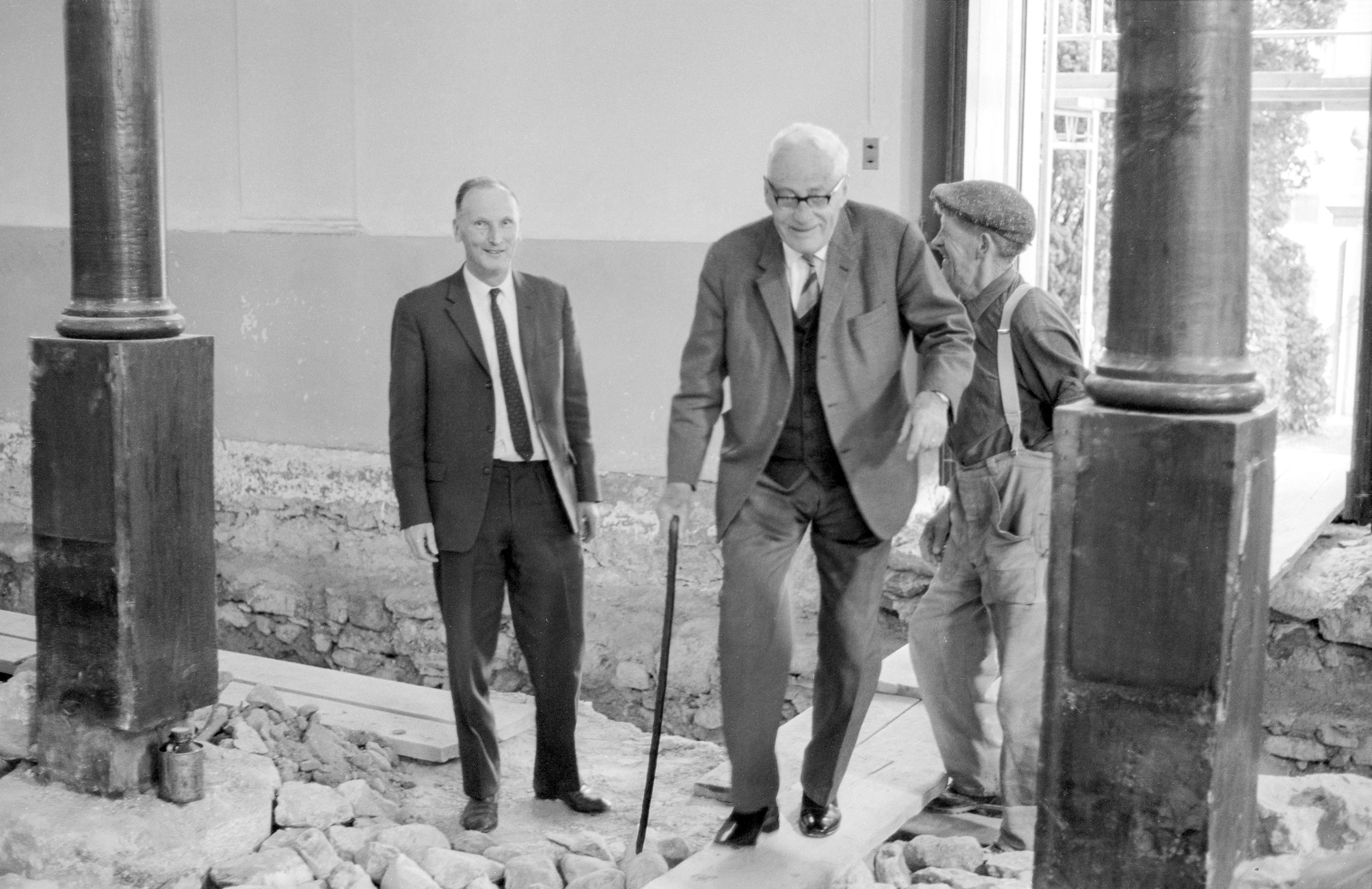
Reinhold Bosch (Mitte) bei einer Ausgrabung in der Kirche von Seengen im Jahr 1969

Reinhold Bosch wurde am 8. Mai 1887 in Zürich geboren, als Sohn des süddeutschen Kaufmanns Reinhold Bosch und der aus dem Zürcher Oberland stammenden Elisabeth (geb. Schaufelberger), die in Zürich einen Tuchladen führten. Bosch studierte an den Universitäten Zürich und Berlin Deutsche Literatur und Geschichte und schloss seine Studien 1912 in Zürich mit dem höheren Lehramt ab und promovierte mit seiner Dissertation Der Kornhandel der Nord-, Ost-, Innerschweiz und der ennetbirgischen Vogteien im 15. und 16. Jahrhundert.
Die Gemeinde Seengen berief Bosch 1913 an ihre Bezirksschule, wo er u. a. in Deutsch, Geschichte, Latein, Geographie und Zeichnen unterrichtete. Nach den Aktivdienstjahren 1914–1918 begann sich Bosch intensiv mit der Geschichte des Seetals zu befassen. Eine erste grössere archäologische Untersuchung führte er 1921 mit einigen Schülern in Meisterschwanden durch, wo er die genaue Lage und die Ausmasse der jungsteinzeitlichen Seeufersiedlung («Pfahlbauten») im Erlenhölzli ermittelte. 1922 gründete er die «Historische Vereinigung Seengen» (heute «Historische Vereinigung Seetal und Umgebung»), deren Arbeitsgebiet das ganze Seetal von Lenzburg bis Hochdorf einbezieht. Im Winter 1922/23 führte Bosch umfangreiche Sondierungen im römischen Gutshof Markstein bei Seengen durch und von 1923 bis 1925 in der spätbronzezeitlichen Seeufersiedlung Seengen–Riesi. In den Jahren 1925 bis 1928 erforschte er zusammen mit Hans Reinerth (1900–1990), damals Privatdozent an der Universität Tübingen, eine jungsteinzeitliche Nekropole im Zigiholz bei Sarmenstorf. Unweit davon untersuchte er 1927 zusammen mit Gerhard Bersu (1889–1964), damals Zweiter Direktor der Römisch-Germanischen Kommission des Deutschen Archäologischen Instituts, eine römische Villa im Murimooshau. 1931/32 folgte eine Untersuchung der Grabhügel aus der Hallstattzeit im Fornholz und im Niederholz bei Seon. 1938 leitete er die Ausgrabung des steinzeitlichen «Pfahlbaus» Seematte bei Hitzkirch.
Als Vorstandsmitglied der Historischen Gesellschaft des Kantons Aargau, der Gesellschaft Pro Vindonissa und der Aargauischen Vereinigung für Heimatschutz war er um 1925 massgeblich an der Gründung des Aargauischen Heimatverbandes beteiligt, des Dachverbands für die vielen regionalen Organisationen betreffend Heimatforschung, Heimatschutz und Naturschutz.
Im Zuge einer 1943 erlassenen Verordnung zum Schutze der Altertümer und Baudenkmäler wurde Reinhold Bosch zum aargauischen Kantonsarchäologen ernannt, als erster Kantonsarchäologe in der deutschen Schweiz überhaupt. Diese Tätigkeit übte er bis 1947 nebenamtlich und von 1947 bis 1960 vollamtlich aus. Das neue Amt umfasste u. a. den Denkmalschutz, die Organisation der archäologischen Fundmeldungen, die Mitarbeit bei der Erhaltung von archäologischen Ausgrabungen und Fundbergung. Ab 1946 war Bosch zudem im Vorstand der Schweizerischen Gesellschaft für Urgeschichte (heute Archäologie Schweiz), die er von 1952 bis 1955 präsidierte.
Bosch war mit Ida Bosch-Siegrist verheiratet, Tochter des Gemeindeschreibers und Grossrats Wilhelm Siegrist. Er starb am 24. Dezember 1973 im Alter von 86 Jahren.

## Wirken
Boschs Publikationen zeichnen sich durch eine grosse Vielfalt aus. Sie decken äusserst viele Sparten der Kulturgeschichte ab, insbesondere des Kantons Aargau und des Seetals, wurden aber auch über die Schweiz hinaus beachtet. In schwierigen Forschungsfragen zog er auch in- und ausländische Fachleute hinzu. So ernannte ihn schon 1928 das Archäologische Institut des Deutschen Reiches (heute Deutsches Archäologisches Institut) zum Korrespondierenden Mitglied.
In den Arbeiten über urgeschichtliche Themen versuchte Bosch stets auch das jeweilige technische Können der Menschen durch experimentelle Archäologie nachzuvollziehen. So richtete er beispielsweise eine «Steinzeitwerkstätte» im Schloss Hallwyl ein. Oftmals versuchte er auch archäologische und historische Zeugnisse an Ort und Stelle zu erhalten und der Bevölkerung näherzubringen. In vielen Publikationen kommt sein pädagogisches Gepräge zum Ausdruck.
Durch sein Wirken als Lehrer, Forscher, Publizist und Organisator schuf Bosch die Voraussetzungen für die heute im Kanton Aargau gut organisierten Institutionen der archäologischen und kunst- und kulturhistorischen Denkmalpflege.

## Publikationen (Auswahl)
- Aus der Geschichte der Kirche von Seengen. Seengen 1922 (online)
- Abschnitt Urgeschichte in Aargauische Heimatgeschichte, Band I: Erdgeschichtliche Landeskunde des Aargaus / Urgeschichte. Aarau 1932.
- Die Burgen und Schlösser des Kantons Aargau. Aarau 1949.
- Franziska Romana von Hallwil. Ein Frauenschicksal aus dem 18. Jahrhundert. Seengen 1954.

Eine ausführliche «Bibliographie Reinhold Bosch» zusammengestellt von Karl Baur findet sich in
- Heimatkunde aus dem Seetal, 46. Jahrgang, 1973, S. 130–142.